# 열꽃 (음반)
《열꽃》은 대한민국의 가수 타블로의 첫 번째 정규 음반이다. 2011년 10월 21일 YG 엔터테인먼트에서 발매했다. 에픽하이 외 타블로의 첫 솔로 음반이며, 이소라, 나얼과 봉태규 등이 참여하였다. 힙합 그룹 에픽하이의 리더인 타블로는 멤버들의 군 입대와 학력 논란으로 인한 공백을 깨고 1년 8개월 만에 음반을 발매했다. 학력 위조 논란 동안과 그 이후의 타블로 자신의 자전적 이야기를 많이 담은 음반으로, 감수성이 풍부한 힙합 및 랩 음반이다. 다소 심심한 분위기의 작곡이 주를 이루며, 타블로는 멜로디와 가사에 중점을 맞췄다.
이 음반은 대체로 대중과 비평가 모두에게서 무난하면서 긍정적인 평가를 받았는데, 특히 타블로의 작사 능력과 풍부한 감수성에 대한 칭찬이 많았고 파트 2에 대해서는 부정적인 평가가 줄을 이었다.
2011년 10월 14일, 첫 선공개 곡으로 "Airbag"을 공개하였다. 10월 21일과 11월 1일에 5곡 씩 두 개의 파트로 나누어 발표하였으며, 음반은 1CD 구성에 총 10곡이 수록되어 있다. 타이틀 곡인 〈나쁘다〉와 "Tomorrow"는 대한민국의 주요 온라인 음원 차트에서 1위를 기록하였으며, 《아이튠즈》의 힙합/랩 차트와 《빌보드 차트》의 K-Pop 차트와 월드 차트에서 상위권에 올랐다. 그러나 괄목할 만한 음반 판매 성적이나 음악상 시상 성적은 전무했다.

## 제작 배경
《열꽃》으로 컴백한 것에 대해 타블로는 “저에게 소중한 사람들을 지켜줄 수 있는 방법, 그리고 행복하게 해줄 수 있는 방법이 적어도 제게는 음악밖에는 없는 것 같았다”라고 그간의 음악에 대한 심정을 밝혔다. 타블로는 자신의 복잡한 생각과 감정을 견디기 위한 흥얼거림으로 시작했던 초기 단계를 돌아보며, “이렇게 앨범이 될 줄은 몰랐다”고 말했다. 음반의 제목을 《열꽃》으로 정한 이유는 타블로가 자신의 아이가 열꽃이 핀 것을 봤는데, 아내인 강혜정이 열꽃이 피는 시기는 가장 아픈 시기이면서 곧 열병과 몸살이 끝나간다는 신호라고 설명해주었다. 그 열꽃만큼, 사람들이 작은 희망과 행복의 소중함에 대해 느꼈으면 좋겠다는 타블로의 바람에 따라 정해졌다.
파트 1의 첫 곡인 〈집〉에 대해서 타블로는 만들기 쉬우면서도 동시에 어려웠던 곡이라고 평했다. 가사같은 경우 따로 적지 않고 자주 생각했던 문장들로 가사를 작사했다. 작곡할 당시부터 타블로는 피쳐링 보컬로 이소라를 염두에 두고 있었으며, 섭외 과정에서도 이소라에게 ‘이소라가 참여하지 않는다면 곡을 쓰지않겠다’고 단언했다. 이 이야기는 타블로가 《이소라의 두 번째 프로포즈》에 출연하여 밝혔다. 파트 1의 타이틀 곡인 〈나쁘다〉는 타블로가 '나쁘다'고 생각하는 것들을 사랑을 향해서 쓴 이별 노래다. 또한 그는 가까운 사람은 나쁘지 않을 거라는 헛된 바람으로 인해 마음을 다치는 모습에 영감을 받았다. 보컬로 참여했던 진실은 그가 넬의 김종완의 추천을 받고 프라이머리의 도움을 받아 섭외했다.
음반 발매에 앞서 싱글로 선공개되기도 했던 "Airbag"은 운전에 서툰 타블로가 새벽에 택시를 자주 타게 되면서 그로부터 곡에 대한 영감을 얻었다. 타블로 자신의 이야기는 아니지만, '택시를 타고 집으로 향하는 어느 한 외로운 사람에 대한 이야기' 또는 '모든 외로운 사람들의 이야기'라고 밝혔다. 원곡의 가이드 보컬로 〈밑바닥에서〉에 참여한 범키가 녹음했었다. 〈밀물〉은 특별히 학생이나 성인이 되어가는 사람이 공감할 만한 곡으로, 타블로가 엉뚱하게도 "우연히 밥을 먹다가 먹다 남은 생선구이를 보고 생각 나 자신과 닮았다고 생각"해 그 날 작사하여 만들어지게 되었다. 〈밑바닥에서〉는 타블로가 가장 쓰기 어려웠던 곡이자 녹음하기 어려웠던 곡이다. 1절에서는 아내에게, 2절에는 자신의 딸에게 하는 이야기이다. 마지막 아기 목소리는 자신의 딸이 처음 ‘아빠’라고 했을 때의 목소리다.
파트 2의 첫 곡이자 타이틀 곡인 "Tomorrow"는 타블로 자신이 어린 시절에 들었던 뮤지컬 Annie의 주제곡 "Tomorrow"와는 반대로 "내일이 없는" 주제로, 이별에 관한 노래로 썼다. 동시에 음악을 향한 자신의 감정을 담은 곡인데, 모든 사람들이 공감할 수 있는 주제를 다양한 시각에서 다루었다. 또한 YG와의 계약 전부터 태양의 피쳐링을 염두에 두었고, 태양은 갑작스럽게 이루어진 작업이었다고 말하며 타블로가 YG 스튜디오에 처음 간 날 녹음하였다고 밝혔다. 〈출처〉는 갖고 있는 것들, 먹고 마시는 걸 만들어주는 사람들과 과정에게 노래를 통해 그 사람들에게 감사함을 표하기 위해 만들었다. 날카로운 가사로 구성된 이 곡은, 추악한 것에서 온 아름다움에 대해 어떻게 할 수가 없다면 적어도 '출처'를 알고 고마워해야 한다는 의미가 있다. 〈Dear TV / 해열〉 국악 요소를 사용해 음반의 아트워크를 동양적인 비트로 표현하고 영어 랩을 해 해외 리스너를 노린 곡, 코멘터리 필름에서는 “‘사람이라면 알 수 없고 복잡한 사람’이었을 TV에게 편지를 쓴다는 생각”으로 썼으며, 이후 힙합플레이야와의 인터뷰에서 “텔레비전이란 위험한 공간에서 자신을 잃지 않으려는 의지를 담으려 했다”고 밝혔다. 〈고마운 숨〉은 음반에서 제일 마지막에 작곡한 곡이자 밝은 곡이며, 자신이 썼었던 “반드시 살아야하는 이유 리스트”를 가사로 옮겼다. 또한 절친한 친구들인 얀키와 봉태규가 참여하였다. 〈유통기한〉은 누군가를 위한 가이드곡이었고 습작 중 하나였으나 주변 사람들의 추천을 받아 녹음을 하였으며 “떠오르는 때가 있으면 지는 때가 있는 만큼 그에 대한 두려움을 표현한 곡”이다. 타블로는 힙합플레이야와의 인터뷰에서 “사람에겐 해피엔딩은 없고 행복이 찾아와도 언제 불행이 찾아올 지 모르는 것처럼 끝에 배치하였다”며 음반 마지막곡으로 배치한 이유를 밝혔다.

## 작곡
작곡적인 면에서 《열꽃》은 타블로가 새로운 변화를 추구하지 않고 여태껏 해왔던 것들을 축약해서 사운드에 담았기 때문에 사운드 적으로 간단하면서 심심한데, 이에 대해 타블로는 자신이 획기적인 시도를 할 정도의 작곡적인 능력이 없고 또한 트랙을 구성하는 것 보다 가사와 멜로디에 중점을 뒀다고 밝혔다. 또한 믹스를 하면서도 소스를 빼는 방식으로 미니멀함을 추구했다. 작업 초기에 타블로가 집에서 작곡을 업라이트 피아노 한 대로 반주를 해 가사와 멜로디 위에 입혔는데, 작업 후반부에 컴퓨터를 이용한 신시사이저와 시퀸싱 작업을 하려면 자신이 처음에 구상했던 작품과는 괴리감이 있기 때문에 심플한 분위기 그대로 작업을 마쳤다.

## 평가
| 전문가 평가 | 전문가 평가 |
| 평가 점수   | 평가 점수   |
| 출처        | 점수        |
| ----------- | ----------- |
| 이즘        | [ 9 ]       |
| 네이버      | [ 10 ]      |
| 리드머      | [ 8 ]       |

《열꽃》은 대체로 좋은 평가를 받았다. 《네이버 뮤직》에서 파트 2가 10점 만점에 평균 7.3점을 받고 2011년 11월 셋째 주 "이 주의 발견"에 선정되었다. 10명의 평가단 중 한 명인 한국대중음악상 선정위원 이호영은 "치유와 성찰 안에서 더 성숙된 감수성이 담은 음악을 들고 나온 그가 대중들은 오히려 고맙고 더 반갑다"며 음반을 긍정적으로 평가했으며, "화상이 생기도록 뜨거워졌을 마음을 냉정으로 식혀 평정을 만든 그만의 치유법이 공감이 된다"는 평과 함께 평점 8점을 부여했다. 오늘의 뮤직 네티즌 선정위원인 유성호는 타블로의 가사의 재능은 이견이 있을 수 없다며 작사 실력을 칭찬했고, 파트 2에 대해 곡들 간의 유기성이 부족하고 후반부로서의 결과로서는 약했다며 아쉬움을 표하면서도 "《열꽃》으로 인해 성공적인 복귀를 달성했다는 것은 역시 부정할 수 없는 사실로 남는다"며 그의 복귀 작품을 긍정적으로 평가했다. 흑인 음악 사이트인 《리드머》의 필진 이병주는 5점 만점에 평점 4점을 부여하며 "첫 번째 파트는 감정의 파고가 더욱 높다 (...) 자신이 처한 상황을 스토리텔링으로 풀어놓은 가사가 전하는 울림이 상당하다"며 파트 1에서 느껴지는 뛰어난 감정선을 칭찬했고, "두 번째 파트에서는 좀 더 활기가 느껴진다 (...) 라임도 보다 타이트하게 펼쳐지고 있다"며 가사 능력에 대해 호평했다. 특히 〈출처〉에 대해서는 "앨범에서 가장 장르적 매력이 크게 드러나는 곡"이라는 평을 덧붙였다. 하지만 파트 투에 대해서는 "전체적인 균형이나 수록곡들의 이음새에서 아쉬움이 남는다"라며 파트 2에 대한 부정적인 피드백을 말했으며, 전체적으로는 많은 콘텐츠를 담아냈지만 "어느 것 하나에 푹 빠질 겨를이 부족하다"며 어느 하나에 주력하지 못한 작품이라고 비판했다. 전문 음악 리뷰 사이트인 《이즘》(IZM)의 홍혁의는 평점 5점 만점에 4점을 부여하며 그만의 독특한 스타일이 더욱 발전해 음반에 묻어난다고 평했다. 음반의 가장 큰 장점인 감정 전달에 대해서 그 이유는 타블로의 비유법과 이소라 등 피쳐링 보컬들의 "호소력 가득한 보컬에 있다"며, 또한 "타블로의 멜로디 작곡 능력이 더해져 이뤄낸 성과"라고 긍정적으로 평했다.

### 수상
- 미국 빌보드 월드 차트 2위[11]
- 미국, 캐나다 아이튠즈 힙합부분 1위[12]
- 미국 MTV IGGY 선정 올해의 세계 데뷔 앨범 5위[13]
- 힙합플레이야 이달의 아티스트, 앨범[14]
- 네이버 뮤직 이주의 발견 - 국내 11월 2주차 선정[4]
- 이즘 선정 올해의 가요앨범[15]
- 힙합플레이야 어워드 올해의 앨범[16]

## 차트 성적
음반 발매에 앞서 선공개되었던 "Airbag"은 공개와 동시에 당일 음원 차트에서 1위를 차지하였다. "Airbag"은 《빌보드 차트》 케이팝 차트에서는 11월 첫째 주 5위를 기록하며 데뷔하였다. 파트 1 또한 공개 직후 6개 음원 차트에서 1위를 석권하였다. 또한 타이틀곡인 〈나쁘다〉는 《빌보드 차트》 11월 둘째 주 4위를 차지했다. 파트 2와 타이틀 곡 "Tomorrow"는 공개 직후 전곡 음원 차트 상위권에 올랐다. 또한 미국 아이튠즈 힙합/랩 부문 차트에서 5위, 다음 날 미국, 캐나다 아이튠즈 힙합 차트에서 1위, 일본에서는 2위를 기록하는 등 여러 나라의 아이튠즈 차트에서 상위권을 기록하였다.
11월 첫째 주에는 미국 《빌보드 차트》 월드 앨범 차트에 파트 1이 4위에 오르며 데뷔했고, 11월 둘째 주에는 파트 2가 2위, 파트 1이 5위에 올랐다.
《열꽃》은 《가온 앨범 차트》에 2011년 11월 셋째 주에 종합 12위로 데뷔했다. 12월 둘째 주에는 23위까지 떨어졌으나, 12월 넷째 주에는 15위까지 올랐다. 2012년 1월 둘째 주에 48위를 기록한 것을 마지막으로 50위 권 밖으로 밀려났다가, 2012년 2월 둘째주에 다시 34위를 기록하기도 했다. 월간 차트에서는 2011년 11월에 종합 23위를 기록했고, 12월에 25위를 기록했다. 2011년 연간 차트에서는 100위 안에 들지 못하였다.

## 프로모션
《열꽃》에 수록된 곡들은 2010년 5월부터 다시금 불거진 학력 논란으로 인해 활동을 전면 중단한 타블로가 2010년 7월부터 2011년 초까지 홀로 작업한 곡들인데, 작업 당시 학력 논란으로 인해 뚜렷한 계획 및 목표없이 작업한 곡들이라고 밝혔다.
활동 중단 이후 약 1년이 지난 2011년 5월부터 두 차례의 강연을 함으로써 대외적인 활동을 시작하면서도 음악 활동에 대한 구체적인 언급은 피했다. 그 때부터 YG 엔터테인먼트가 매니저 및 차량을 제공하는 등 타블로가 활동하는 데 도움을 주었고 또한 타블로의 작업 곡들을 들은 양현석이 음반 발매 제안을 하며 이후 9월 27일, YG 엔터테인먼트와 4년 계약을 맺고 11월 1일, 솔로 음반을 발매한다고 밝혔다.
이후 10월 14일, 음반의 선공개 곡이자 나얼이 피쳐링을 한 "Airbag"을 공개하였고 10월 20일에는 트랙리스트 공개와 함께 당초 11월 1일에 공개키로 했던 《열꽃》을 파트 1, 2로, 5곡 씩 나누어 공개하기로 하였고, 10월 20일에는 트랙리스트 공개와 함께 음반의 파트 1의 음원이 10월 21일 오전 10시에 공개되었다. 음반 공개한 지 3일 후인 10월 24일에는 파트 1의 타이틀 곡인 "나쁘다"의 뮤직비디오를 공개하였다. 이어 10월 30일, 《인기가요》를 통해 컴백 무대를 가진다고 밝혔고 컴백 무대에서 "나쁘다"를 비롯해 태양과 함께 한 "Tomorrow"를 선공개하였다. 또한 인터뷰를 통해 "다시 음악을 할 수 있게 되어 기쁘다"고 소감을 밝혔다.
11월 1일 자정, 《열꽃》의 파트 2와 파트 2의 타이틀곡인 "Tomorrow"의 뮤직비디오가 공개되었다. 11월 3일에는 홍대 상상마당에서 《타블로의 열꽃》 전시회를 열며 11월 13일까지 전시한다고 밝혔다. 이어 타블로의 공식 유튜브 채널을 통해 음반에 대한 코멘터리 영상을 공개하였고 7일에는 영어 자막 버전이 공개되었다. 11월 6일에는 《사랑나눔콘서트》 참여를 시작으로 11월 9일에는 《이소라의 두 번째 프로포즈》 녹화에 참여하였고 11월 15일, 방송되었다.
이듬 해, 힙합플레이야가 진행한 힙합플레이야 어워즈 2011에서 23.1%로 올해의 음반 부문을 수상하였다. 또한 수록곡인 "Airbag"과 〈출처〉 또한 올해의 싱글 음반 부문에 후보로 올라 각각 5위와 8위를 기록하였다.

### 뮤직비디오
2011년 10월 24일, 《열꽃》 파트 1의 타이틀 곡인 "나쁘다"의 뮤직비디오가 공개되었다. 연출은 한사민 감독이 맡았으며 타블로를 비롯한 양윤영, 오타니 료헤이가 출연하였다. 촬영은 경기도 한 냉동창고에서 7시간 내내 촬영하였다. 이어 11월 1일, 파트 2의 공개와 함께 타이틀 곡인 "Tomorrow"의 뮤직비디오가 공개되었으며 타블로와 태양이 출연하였다.

## 수록곡
전체 작곡: 타블로
| #             | 제목                          | 작사          | 편곡          | 재생 시간 |
| ------------- | ----------------------------- | ------------- | ------------- | --------- |
| 1.            | 〈집〉 (feat. 이소라)         | 타블로        | 장재원        | 4:29      |
| 2.            | 〈나쁘다〉 (feat. 진실)       | 타블로        | 타블로        | 4:01      |
| 3.            | 〈Airbag〉 (feat. 나얼)       | 타블로        | 타블로        | 4:41      |
| 4.            | 〈밀물〉 (Scratch by DJ Friz) | 타블로        | 타블로        | 4:21      |
| 5.            | 〈밑바닥에서〉 (feat. Bumkey) | 타블로        | 타블로        | 3:25      |
| 총 재생 시간: | 총 재생 시간:                 | 총 재생 시간: | 총 재생 시간: | 20:57     |

| #             | 제목                                 | 작사          | 편곡           | 재생 시간 |
| ------------- | ------------------------------------ | ------------- | -------------- | --------- |
| 1.            | 〈Tomorrow〉 (feat. 태양 of BIGBANG) | 타블로        | 타블로         | 4:12      |
| 2.            | 〈출처〉 (Scratch by DJ Tukutz)      | 타블로        | 타블로         | 3:49      |
| 3.            | 〈Dear TV / 해열〉                   | 타블로        | 타블로         | 2:58      |
| 4.            | 〈고마운 숨〉 (feat. 얀키 + 봉태규)  | 타블로, 얀키  | 타블로, 임승현 | 3:25      |
| 5.            | 〈유통기한〉                         | 타블로        | 타블로         | 3:59      |
| 총 재생 시간: | 총 재생 시간:                        | 총 재생 시간: | 총 재생 시간:  | 18:23     |

## 크레딧
이 크레딧은 《열꽃》 음반의 가사집에서 발췌한 것이다.
- 고명재 - 어쿠스틱 기타
- 김남표 - 아트워크
- 나얼, 범키, 봉태규, 이소라, 진실, 태양 - 보컬 & 코러스
- 박아셀 - 키보드 & 신시사이저
- 양민석 - 실행 수퍼바이저
- 양현석 - 이그제큐티브 프로듀서
- 이동근, 이태윤 - 베이스 & 콘트라베이스
- 이현주 - 디자인
- 임승현 - 편곡
- 장성은 - 디자인, 크리에이티브 디렉터
- 장재원 - 키보드 & 신시사이저, 편곡, 프로그래밍
- 장지원 - A&R
- 정호규 - 어쿠스틱 피아노, 키보드 & 신시사이저
- 제이슨 로버트 - 믹싱 엔지니어
- 조규찬 - 보컬 디렉터
- 타블로 - 믹싱 엔지니어, 보컬 & 코러스, 작사, 작곡, 키보드 & 신시사이저, 편곡, 프로그래밍, 프로듀서
- 톰 코인 - 마스터링 엔지니어
- 한재응 - 믹싱 엔지니어
- DJ 투컷, DJ 프리즈 - 턴테이블
- Mr. Sync - 녹음 엔지니어, 어쿠스틱 기타, 전기 기타

## 차트
| 차트 (2011년)           | 최고 순위 |
| ----------------------- | --------- |
| 미국 월드 앨범 (빌보드) | 2         |
| 한국 (가온 차트)        | 12        |

| 차트 (2011년)    | 최고 순위 |
| ---------------- | --------- |
| 한국 (가온 차트) | 23        |

| "Airbag"   | 4 | 5 |
| 〈나쁘다〉 | 3 | 4 |
| "Tomorrow" | 5 | 8 |

## 발매일
| 버전         | 국가     | 일정             | 레이블    | 포맷                |
| ------------ | -------- | ---------------- | --------- | ------------------- |
| 열꽃 Part. 1 | 대한민국 | 2011년 10월 21일 | KMP홀딩스 | CD, 디지털 다운로드 |
| 열꽃 Part. 2 | 대한민국 | 2011년 11월 1일  | KMP홀딩스 | CD, 디지털 다운로드 |